# Attacobius luederwaldti
Attacobius luederwaldti är en spindelart som först beskrevs av Cândido Firmino de Mello-Leitão 1923.  
Attacobius luederwaldti ingår i släktet Attacobius och familjen flinkspindlar. Inga underarter finns listade.